# Méray Motorkerékpárgyár

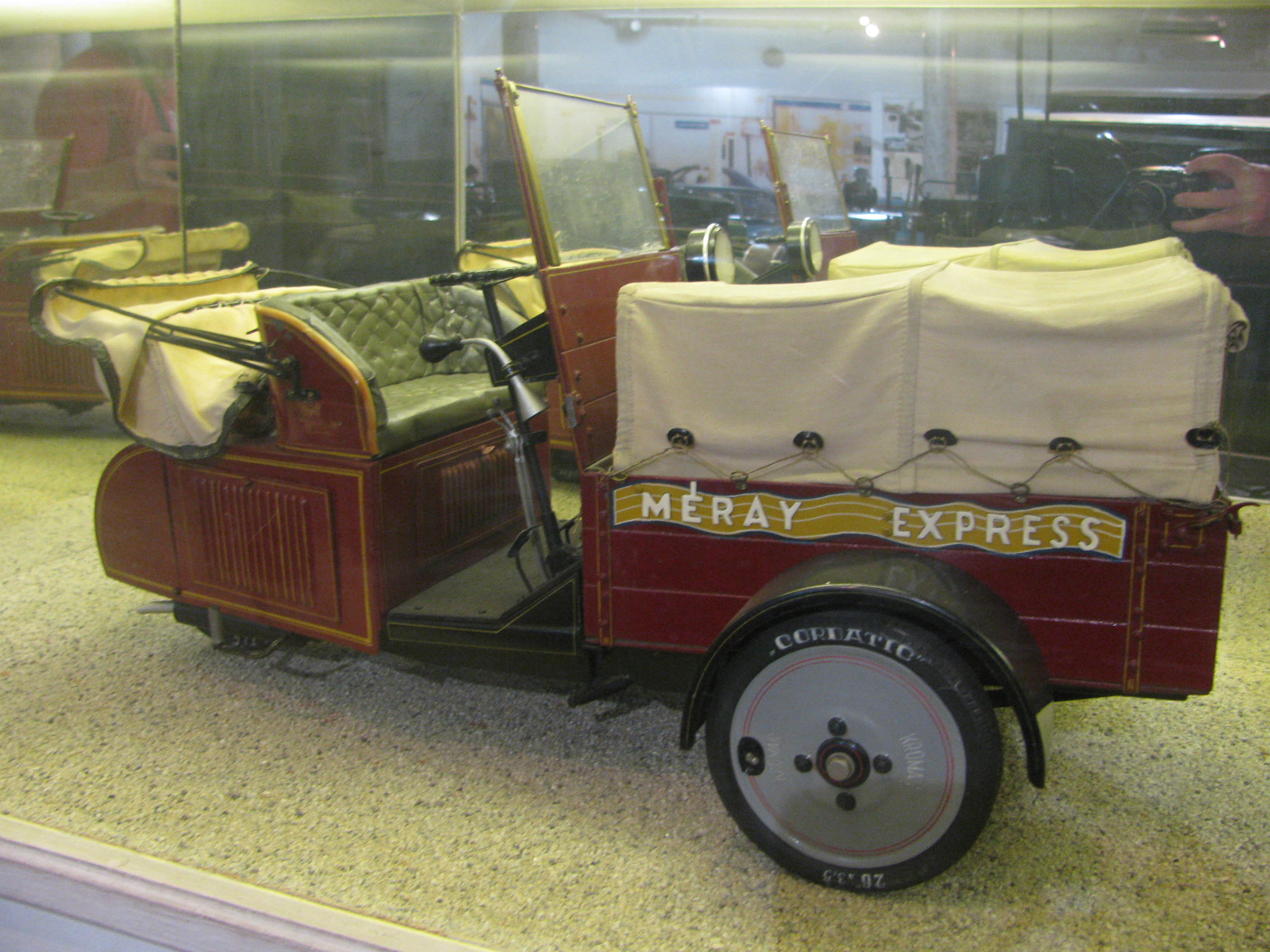
Dreirad (Modell)

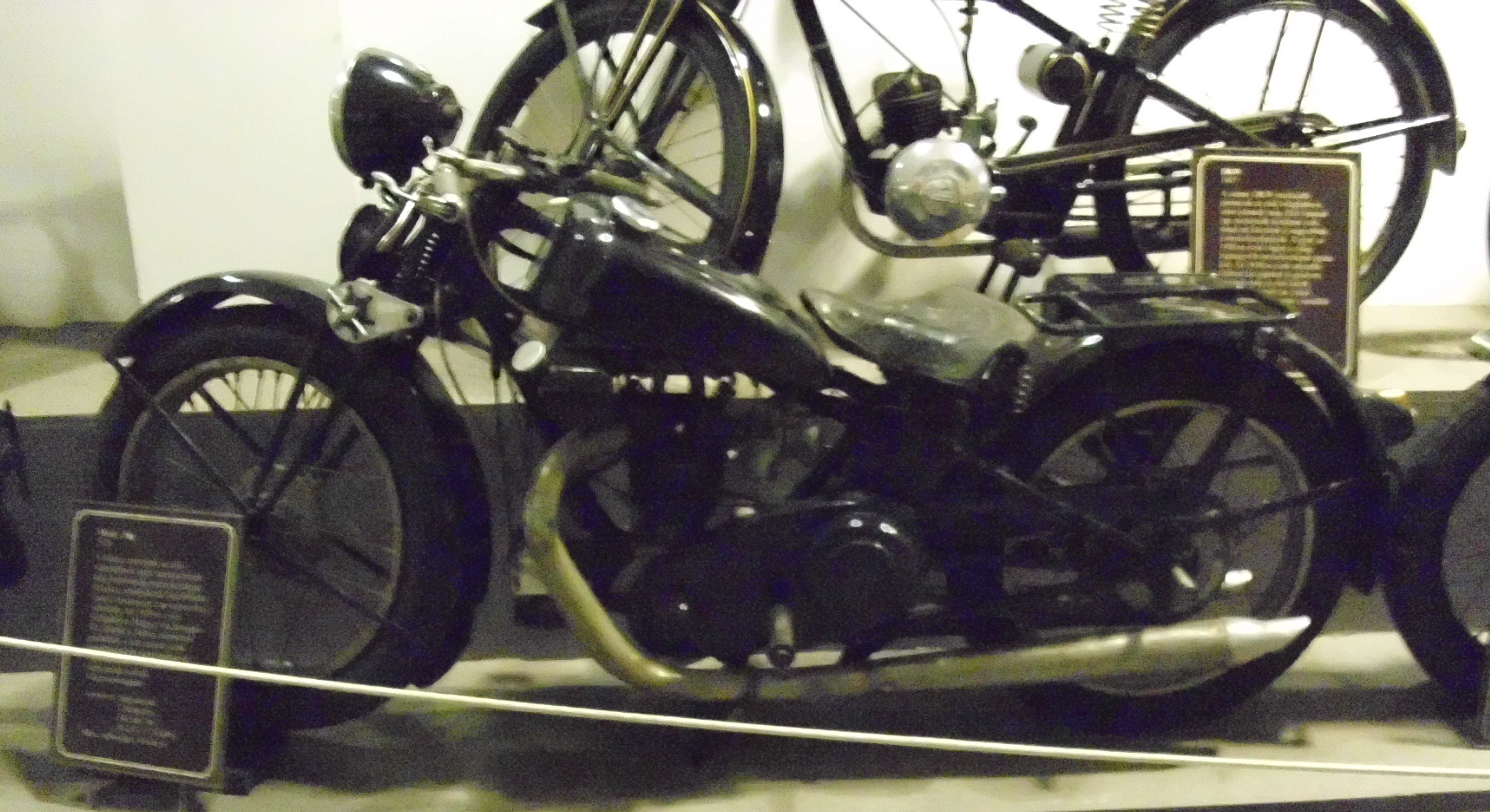
Méray-JAP Motorrad von 1928

Méray Motorkerékpárgyár Rt war ein ungarischer Hersteller von Automobilen und Motorrädern.

## Unternehmensgeschichte
Das Unternehmen der Brüder Méray begann 1920 in Budapest mit der Produktion von Motorrädern. Ab 1928 wurden auch Automobile hergestellt. 1935 wurde die Produktion eingestellt. Als Werkstatt bestand das Unternehmen noch bis 1948.

## Fahrzeuge
Die Motorräder entstanden nach Lizenzen von Villiers und J.A.P. Automobile wurden nach Lizenz Adler hergestellt. Außerdem gab es dreirädrige Personen- und Lieferwagen.
Im Transportmuseum vom Budapest sind zwei Motorräder sowie ein verkleinertes Modell eines Lieferdreirads ausgestellt.